# فهرست جزایر بحرین

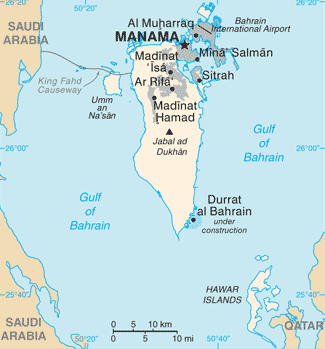
نقشه بحرین در سال ۲۰۱۴.

این فهرستی از جزایر بحرین است. بحرین یک مجمع الجزایر است که از چندین جزیره طبیعی و تعدادی جزیره ساخته دست انسان است. جزایر هاوار گروهی از جزایر است که بین قطر و بحرین جداشده‌اند. در سال ۲۰۰۱، بحرین بیشتر جزایر را از قانون بین‌المللی بدست آورد.

جزایر امواج مثالی از یک پروژه جزایر مصنوعی است که در بحرین ادامه دارد. این جزایر قبلاً در مرحله نشت بودند و در مراحل آخر ساخت و ساز اند. تعداد جزایر آمواج ۹ یا ۱۰ عدد می باشد.

جزایر جده ( عربی : جزيرة جدة ) گروهی از سه جزیره کوچک غیر مسکونی (با احتساب جزیرۀ مصنوعی مینی بحرین به نوعی شاید بتوان گفت که چهار جزیره) در بحرین هستند که در غرب جزیره بحرین و درست در شمال ام آن نسان در خلیج فارس قرار دارند . آنها در 17.5 کیلومتری (10.9 مایل) غرب پایتخت، منامه ، در جزیره بحرین قرار دارند.
| جزیره                    | مرکز              | بقیه شهرها                                                                          | مساحت (km²) | نسبت مساحت کل (سال ۲۰۱۴) | جمعیت   | نسیت جمعیت کل (سال ۲۰۱۴) | توضیح                                        |
| ------------------------ | ----------------- | ----------------------------------------------------------------------------------- | ----------- | ------------------------ | ------- | ------------------------ | -------------------------------------------- |
| جزیره بحرین              | منامه             | جد حفص، سنابس، البدیع، توبلی، مدینه عیسی، عالی,مدینه حمد,الرفاع, المالکیه           | ۵۹۰٫۷       | ۷٪                       | ۹۴۰۰۰۰  | ۷۶٪                      | بزرگ‌ترین جزیره بین مجمع الجزایر              |
| جزیره الدار              | جزیره             | فالک لند بیچ                                                                        | ۰/۰۴        | ۰٪                       | ۰       | ۰                        |                                              |
| جزایر امواج              | جزیره امواج       | نجمه، تالا، وارده، حمامه، دلفین، فارشه                                              | ۴/۳۱        | ۰/۵                      | ۱۰۰۰۰   | ۱٪                       | جزیره مصنوعی                                 |
| دیار المحراق             | دیار المحراق      |                                                                                     | ۱۲/۰        | ۱/۵٪                     | ۰       | ۰٪                       | جزیره مصنوعی                                 |
| دورات البحرین            | آتول ۱            | آتول۲، آتول ۳، آتول ۴، آتول ۵، آتول ۶، پتال ۱، پتال ۲، پتال۳، پتال ۴، پتال ۵،resort | ۲۰/۰        | ۲/۵٪                     | ۸۷۰     | ۰٪                       | گروه جزایر مصنوعی                            |
| حالة نعیم                | حالة نعيم         | حالة سلتا                                                                           | ۰/۲۷٪       | ۰٪                       | ۱۰۰۰    | ۰٪                       | این دو جزیره اخیراً متصل شده‌اند.              |
| جزر حوار                 | داوات حوار        |                                                                                     | ۵۳/۳        | ۷٪                       | ۴۰۰۰    | ۰/۳٪                     |                                              |
| جزيرة جدة                | جزيرة جدة         |                                                                                     | ۰/۴۸        | ۰٪                       | ۰       | ۰٪                       |                                              |
| جسر الملک فهد            | ایستگاه بوردر     |                                                                                     | ۰/۸۸        | ۰٪                       | ۱۰      | ۰٪                       |                                              |
| جزیره المحرق             | المحرق            | الدير، البسيتين، سماهيج‌، قلالي، الحد، عراد                                          | ۴۹/۳        | ۶٪                       | ۲۰۰۰۰۰  | ۱۶٪                      |                                              |
| نبیه صالح                | نبیه صالح         | جزایرا                                                                              | ۱/۳         | ۰٪                       | ۳۰۰۰    | ۰٪                       |                                              |
| شهر نورانا               | شهر نورانا        |                                                                                     | ۷/۰         | ۱٪                       | ۱۰۰     | ۰٪                       | کارگران ساختمانی در حال کاراند               |
| جزیره نورانا             | نورانای جنوبی     | نورانای شمالی                                                                       | ۲/۳۲        | ۰٪                       | ۰       | ۰٪                       |                                              |
| پل دریایی خلیف بن سلامان | رأس الحد پارک آبی |                                                                                     | ۰٫۳۵        | ۰٪                       | ۰       | ۰٪                       |                                              |
| قصر القلایه              | قصر القلایه       |                                                                                     | ۰/۱۳        | ۰٪                       | ۰       | ۰٪                       |                                              |
| جزایر تپه‌ای              | جزیره لولو        | بحرین بی، جزیره آرکاپیتا                                                            | ۲/۰۷        | 0%                       | ۳۰۰۰    | ۰٪                       | همچنین به عنوان جزیره لولو هم شناختع می‌شود   |
| سیترا                    | الخاریه           | هالات ام‌البید، مهزة، القریة، مرکوبان، ابو العیش، وادیان، سفالة، الحامریه            | ۱۴/۶        | ۲٪                       | ۸۱۰۰۰   | ۷٪                       |                                              |
| جزیره ستره جنوبی         | جزیره ستره جنوبی  |                                                                                     | ۰/۱         | ۰٪                       | ۰       | ۰٪                       |                                              |
| ام‌النعسان                | ام‌النعسان         |                                                                                     | ۲۰/۰        | ۳٪                       | ۱۰      | ۰٪                       |                                              |
| ام‌الصبان                 | ام‌الصبان          |                                                                                     | ۰/۲۳        | ۰٪                       | ۳       | ۰٪                       |                                              |
| بحرین لاگون              |                   |                                                                                     | ۰/۰         | ۰٪                       | ۰       | ۰٪                       | جزایر مصنوعی که برای آینده برنامه‌ریزی شده‌اند |
| بقیه جزایر               | جزایر الگاروم     | جزیره ماشتان، جزیره یوسف                                                            | ۰/۴۲        | ۰٪                       | ۰       | ۰٪                       |                                              |
| بحرین                    | منامه             |                                                                                     | ۷۸۰/۰       | ۱۰۰٪                     | ۱۲۴۰۰۰۰ | ۱۰٪\|                    |                                              |